# Sanremo 2018 (compilation)
Sanremo 2018 è la compilation ufficiale del Festival di Sanremo 2018, pubblicata il 9 febbraio 2018 in concomitanza con la 68ª edizione del Festival di Sanremo.

## Tracce

### CD 1
1. Ermal Meta e Fabrizio Moro – Non mi avete fatto niente
2. Ornella Vanoni con Bungaro e Pacifico – Imparare ad amarsi
3. Noemi – Non smettere mai di cercarmi
4. Le Vibrazioni – Così sbagliato
5. Annalisa – Il mondo prima di te
6. Lo Stato Sociale – Una vita in vacanza
7. The Kolors – Frida (mai, mai, mai)
8. Ron – Almeno pensami
9. Decibel – Lettera dal Duca
10. Mario Biondi – Rivederti
11. Red Canzian – Ognuno ha il suo racconto
12. Giovanni Caccamo – Eterno
13. Nina Zilli – Senza appartenere
14. Max Gazzè – La leggenda di Cristalda e Pizzomunno

### CD 2
1. Roby Facchinetti e Riccardo Fogli – Il segreto del tempo
2. Diodato e Roy Paci – Adesso
3. Enzo Avitabile con Peppe Servillo – Il coraggio di ogni giorno
4. Luca Barbarossa – Passame er sale
5. Renzo Rubino – Custodire
6. Elio e le Storie Tese – Arrivedorci
7. Lorenzo Baglioni – Il congiuntivo
8. Alice Caioli – Specchi rotti
9. Giulia Casieri – Come stai
10. Eva – Cosa ti salverà
11. Mirkoeilcane – Stiamo tutti bene
12. Leonardo Monteiro – Bianca
13. Mudimbi – Il mago
14. Ultimo – Il ballo delle incertezze